# コンフレンティ
コンフレンティ（イタリア語: Conflenti）は、イタリア共和国カラブリア州カタンザーロ県にある、人口約1,400人の基礎自治体（コムーネ）。

## 地理

### 位置・広がり

#### 隣接コムーネ
隣接するコムーネは以下の通り。
- デコッラトゥーラ
- ラメーツィア・テルメ
- マルティラーノ
- マルティラーノ・ロンバルド
- モッタ・サンタ・ルチーア
- プラタニーア

## 行政

### 分離集落
コンフレンティには、以下の分離集落（フラツィオーネ）がある。
- Annetta, Cona, Costa, Guglia, Lisca, Muraglie, Piano Ianni, Piano Croce,Passo Ceraso, San Mazzeo, Serra D'Acino, Serra d'Urso, Stranges, Valentune, Vallone Cupo